# A Gyűrűk Ura (regény)
A Gyűrűk Ura J. R. R. Tolkien angol író és filológus világhírű fantasy-regénye. A történet a szerző A hobbit (Szobotka Tibor fordításában: A babó) című korábbi munkájának folytatása. Tolkien 1936-tól egészen 1949-ig dolgozott rajta. 1954–1955-ös megjelenése óta világszerte több mint 150 millió példányban kelt el. A regény a fantasy műfaj egyetemes alapja, a világ egyik legjelentősebb irodalmi alkotása, amely kivétel nélkül minden fantasy-szerzőre rendkívül nagy hatással volt és hatással van ma is.
Habár általában három kötetben (A Gyűrű Szövetsége, A két torony, A király visszatér) jelenik meg és gyakran helytelenül trilógiának nevezik, a Gyűrűk Ura egységes egészet alkotó, hat könyvből és függelékekből álló, kiadástól függően mintegy 1800 oldalas mű. Magyarul első ízben a Gondolat Kiadó jelentette meg 1981-ben. Az 1–11. fejezetet (a verseket is) Réz Ádám fordította magyarra, s ő alkotta meg a mű magyar terminológiáját is (a Gyűrűk Urában és háttérmitológiájában mintegy 5000 tulajdonnév szerepel). A könyv további részét Göncz Árpád későbbi köztársasági elnök fordította, a versfordítások itt Tandori Dezső munkái.
A regény élőszereplős filmváltozata 1999 és 2003 között készült Peter Jackson új-zélandi filmrendező vezetésével. A három film kritikai és kasszasikert aratott.
A történet címe Sauronra, Mordor Sötét Urára utal, ő a legfőbb gonosz a történetben. Ő alkotta meg a Hatalom Gyűrűit és az Egy Gyűrűt, amivel a Hatalom Gyűrűinek urává vált. Mivel Sauron a leghatalmasabb erő a műben, és hatalma az egész teremtett világot fenyegeti, sőt már nevének kimondása is bajt hozhat, ezért a könyv szereplői (Sauron ellenségei és szolgái is) gyakran tulajdonnévi szerepű (néha metaforikus) leírásokkal, valóságos epitheton ornansokkal helyettesítik a nevét: „a Sötét Úr”, „Ő”, „a Gyűrűk Ura”, „a Föld Ura”. Korábban Sauron a Világ Fekete Ellenségének, Morgothnak volt szolgája, az ő legyőzéséről Tolkien A szilmarilok című posztumusz regénye szól.

## A mű története

### Előkészületek
Tolkien eredetileg nem szándékozott folytatást írni A hobbithoz, és e helyett más műveket publikált, mint például A sonkádi Egyed gazda. Legjobban a fő művének tekintett Szilmarilokat szerette volna kiadni, de erre egyetlen kiadó sem mutatott hajlandóságot. Tolkien kiadójának, a George Allen & Unwinnek két változatot küldött be A szilmarilokból: egy prózában írt és egy verses változatot. Bár a kiadónak tetszett a próza, a verses változatot nem találták elég jónak, és végül arra a következtetésre jutottak, hogy a mű inkább további, hobbitokról szóló történet alapanyaga, mintsem egy önmagában megálló történet.Tolkiennak voltak ugyan gyerekkönyvei, mint például a Kóborló és varázsló, de a kiadó szerint feltétlen hobbitokra volt szükség. Ezért Tolkien hozzálátott az "új Hobbithoz".
A Szilmarilok történeteinek megírásával többek között azt szerette volna elérni, hogy megírja Anglia mitológiáját, mert úgy érezte, nincs igazán angol mitológia, leszámítva Arthur király legendáit, de azok is inkább Nagy-Britanniáról szóltak, nem Angliáról. Oxfordi nyelvészprofesszorként jól ismerte az észak-európai középkori irodalmat, többek között a finn Kalevalát, a Beowulfot és egyéb ó- és középangol szövegeket. Tolkien nemcsak jól ismerte ezeket, hanem szerette is őket, tudósként nap mint nap tanulmányozta őket, professzorként előadott róluk (az előadások részeként gyakorta hosszas részleteket olvasott fel belőlük). Ezért, és olyan emberként, aki már tizenévesen mesterséges nyelveken dolgozott, nem elégedhetett meg egy művel, ami nem gyökerezett mélyen az ősi hagyományokban. Ennek szükségessége gyakran volt téma az Inklings gyűlésein (ez a baráti társaság oxfordi professzorokból állt, akik hetente találkoztak, hogy izlandi mítoszokat, vagy saját, kiadatlan műveiket vitassák meg egymással). Tolkien a társaság egyik tagjával, barátjával, C. S. Lewisszal szemben meg is védte a mítoszírást és a mitológiát Mythopoeia című versével. Tolkien munkáját legtöbben ennek fényében vizsgálják.
Kiadója kérésére 1937 decemberében hozzákezdett az „új hobbithoz”. Tolkien eredetileg Bilbót szánta a mű főszereplőjének, azonban A hobbit boldog végződése miatt ezt nehezen tudta volna kivitelezni. A mű írásának kezdetén azt tervezte, Bilbó felélte vagyonát, és ezért kincskereső kalandra indul. Néhány elvetett indítás után az Egy Gyűrű története került előtérbe és a könyv A hobbit folytatása helyett tematikájában egyre inkább a kiadatlan Szilmarilok folytatása lett. Az első fejezet (Egy rég várt ünnepély) csaknem végleges formában jelent meg kezdettől fogva, holott Bilbó eltűnésének oka és a gyűrű fontossága csak 1938 tavaszán jelent meg, A Gyűrűk Ura címmel egyetemben.
Az írás lassan készült Tolkien perfekcionizmusa és oktatói kötelezettségei miatt. (A hobbit első, híres sora is egy vizsgadolgozatnak a diák által üresen hagyott oldalán jelent meg először: „Volt egyszer egy földbe vájt lyuk és abban élt egy hobbit.”)
1943 során úgy tűnt, hogy elvetette a művet, csak 1944 áprilisában folytatta. Fáradozásairól írt fiának, Christopher Tolkiennek és C. S. Lewisnak is – az előbbi a fejezetek másolatát is megkapta, míg a Brit Légierő pilótájaként szolgált Afrikában. 1946-ban sokat haladt előre, és 1947-ben megmutatta a kéziratot a kiadónak. Ígérete szerint a következő évben készült befejezni, de 1949-ig csak a már elkészült fejezetek javításával foglalkozott.
Mivel vitába bonyolódott az Allen & Unwinnal, 1950-ben felkínálta a művet a Collins kiadónak. Kívánsága az volt (amely az előző kiadóval való vitákat is elindította), hogy A szilmarilok (mely ekkoriban még sok javításra szorult) A Gyűrűk Urával együtt jelenjen meg, de az A&U vonakodott ezt teljesíteni. A Collinsnál Milton Waldman kijelentette, hogy a regényt sürgősen le kell rövidíteni, és 1952-ben határozta meg a kiadás határidejét. Mindezek hatására Tolkien megalázottan ment vissza az Allen & Unwinhoz, azzal, hogy boldogan megbeszélné velük az anyag bármely részének kiadatását.

### Megjelenés

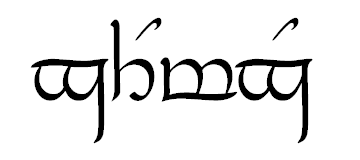
A "Gothmog" név tengwákkal írva

A művet, részben a háború utáni papírhiány, részben árának viszonylag alacsonyan tartása és a mű hossza miatt, három kötetre szedték (A Gyűrű Szövetsége: I. és II. könyv; A két torony: III. és IV. könyv; A király visszatér: V. és VI. könyv + függelékek). A függelékek és a térképek lassú készülte miatt a megjelenés elhúzódott: a kötetek sorrendben 1954. július 29-én, november 11-én és 1955. október 20-án kerültek az Egyesült Királyság könyvesboltjainak polcaira; valamivel később az Egyesült Államokban is kiadták. Különösen "A király visszatér" kiadása késett. Tolkien maga nem szerette a harmadik kötet címét, mert szerinte túl sokat elárul a történetből. Maga részéről A Gyűrűháború elnevezést javasolta, de ebbe a kiadónál nem egyeztek bele.
A magas kockázat miatt a könyvek olyan megállapodással jelentek meg, hogy az író mindaddig nem kapott sem előleget, sem szerzői jogdíjat, amíg a kiadás el nem érte a nullszaldót, viszont ezután a nyereségből ötven százalékos részesedése volt.
Az első kötetben a teljes mű névmutatóját a harmadik kötet végére ígérték. Ezt sajnos időhiány miatt képtelenek voltak beváltani, és csak az 1966-os kiadásban sikerült pótolniuk.
A három kötetben való megjelenés miatt a műre rendszerint mint trilógiára utalnak. Időnként maga Tolkien is így nevezte, ennek ellenére többször utalt rá, hogy ez a kifejezés helytelen, mert írása egy regénynek minősül. A kötetek címének rövidítéséül általában az angol változatot használják. A Gyűrűk Urára mint ‘LotR’ vagy ‘LOTR’ utalnak (Lord of The Rings), A Gyűrű Szövetségére mint FR, FotR vagy FOTR (The Fellowship of the Ring), A két toronyra mint TT vagy TTT (The Two Towers), A király visszatérre pedig mint RK, ROTK, vagy RotK (Return of the King).

## A kiadások története
A könyv eredeti, háromkötetes kiadása az Allen & Unwin gondozásában 1954–1955 során jelent meg, a kötetek között több hónap különbséggel. A későbbiek során több kiadó többféle kiadásban megjelentette a művet, egy-, három-, hat- és hétkötetes (függelékek külön kötetben) kiadások is előfordultak. Az angol kiadásoknál jelenleg használt ISBN számok az ISBN 0-618-34399-7 (egykötetes) és ISBN 0-618-34624-4 (háromkötetes esetén).
A regény eleinte csak keménykötésben jelent meg. Az 1960-as évek elején Donald A. Wollheim, az Ace Books kiadó sci-fi műveinek szerkesztője rájött, hogy A Gyűrűk Ura nem számít jogvédettnek az Egyesült Államokban, mert az amerikai keményborítós kiadást az Egyesült Királyságban, a brit kiadáshoz nyomtatott lapokból fűzik össze. Ezért az Ace elhatározta, hogy kiadja a könyvet, a szerző engedélye és a neki járó jogdíjak kifizetése nélkül. Ezt a tényt Tolkien világossá is tette a hozzá levélben forduló amerikai olvasók számára. Mivel az író minden levélre és kérdésre szívesen válaszolt, a helyzetről nagyon sokan tőle szereztek tudomást, és így lelkesedésüknél és hálájuknál csak felháborodásuk volt nagyobb. Mind nagyobb tömegek bojkottálták az Ace Books kiadványait, és a kiadóra nehezedő nyomás akkora lett, hogy az visszavonta kiadását, és jogdíjat fizetett a szerzőnek, bár az összeg sokkal kevesebb volt, mint amennyi a jogszerű értékesítés után járt volna.
Az események hatására viszont a Ballantine Books hivatalos puhakötésben megjelenő kiadványa hatalmas anyagi sikert hozott. Az 1960-as évek közepére igazi kultuszkönyvvé vált. Ekkoriban jelent meg a második, javított kiadás, már az amerikai szerzői jogi törvények előírásainak figyelembe vételével. Több tucat nyelvre lefordították, több-kevesebb sikerrel. Tolkien nyelvészként több idegen nyelvű kiadást megvizsgált, és megjegyzéseket tett a fordítások minőségére. Különösen Åke Ohlmarks svéd nyelvű fordításának minőségével szemben voltak fenntartásai, ami végül egy útmutató készítéséhez vezetett, melyben javaslatokat tett a műben szereplő nevek lefordítására (Guide to the Names in The Lord of the Rings, 1967). Kornya Zsolt magyar műfordító és fantasy-író véleménye szerint viszont a magyar fordítás szövegminősége – hála a kiváló fordítóknak – meghaladja az eredetiét.
Tolkien eposzának nagy sikere megnövelte az igényt a fantasy irodalom iránt. Nagyrészt neki köszönhető a műfaj 1960-as évek során történő kivirágzása. Sok jól megírt könyvet adtak ki ekkoriban (például Ursula K. Le Guin, Stephen R. Donaldson regényfolyamai, ill. Mervyn Peake újrafelfedezése), és nagyban befolyásolta a szerepjátékok fejlődését. Ezek az 1970-es években értek népszerűségük csúcsára a Dungeons & Dragonsszal, amelyben sok, Tolkien világában megtalálható lényt felfedezhetünk.

## A könyv
A Gyűrűk Ura Tolkien érdeklődési köreiből, azok mélyebb kutatásából indult (nyelvészet, vallás – különösen a római katolikus –, mesék, skandináv és kelta mitológia). Megdöbbentő részletességgel teremtette meg Középföldét, annak mitológiáját, a birodalmak történelmét, a karakterek leszármazási táblázatait, a használt nyelveket, rúnákat és naptárakat. Néhány kiegészítő anyagot helyezett el a könyv függelékében, a mitológiát pedig beleszőtte egy hatalmas, bibliai stílusú műbe, amelynek A szilmarilok címet adta.
J. R. R. Tolkien egyszer úgy jellemezte A Gyűrűk Urát, mint „alapvetően vallásos és katolikus mű”, amikor barátjának, az angol jezsuita Robert Murray atyának írt. (J.R.R. Tolkien levelei, 142.) Nagyon sok teológiai téma jelenik meg az elbeszélésben: a jó és a rossz harca, a gyenge harca az önpusztító gonosz ellen, kegyelem gyakorlása, halál és halhatatlanság, feltámadás, megváltás, bűnbánat, önfeláldozás, szabad akarat, alázat, igazság, barátság, hatalom és gyógyítás. Az irgalom és szánalom magasztos erényei, melyeket Bilbó és Frodó Gollammal szemben mutatnak, győzelmet hoznak; a Miatyánk szavai: „És ne vígy minket kísértésbe, de szabadíts meg minket a gonosztól” jártak Tolkien fejében, amikor Frodó és az Egy Gyűrű hatalmának harcáról írt (Levelei, 181 és 191).
Többször kijelentette, hogy műve nem allegória, többek között műve előszavában is. Ennek ellenére sok spekuláció hangzott el arról, hogy az Egy Gyűrű az atombomba allegóriája lenne, bár ez a feltételezés nem állja meg a helyét alaposabb elemzésekkor. Mielőtt az atombombát bevetették, 1945. augusztus 6-án, illetve augusztus 9-én, a könyv nagy része már készen volt a befejezés tervével egyetemben – ez tehát semmiképpen nem lehetett a Gyűrű ötletének alapja. Azonban a könyv sok helyen érint olyan, az egész világon populárissá csak a hetvenes évektől kezdve váló, időről időre divatossá előlépő problémákat, mint a tömegessé váló, elgépiesedő hadviselés réme (szemben a mítoszok által képviselt „dicső és tisztességes harc” ideájával), amivel az író az első világháború frontjain szembesült), valamint a rövid távú, elitérdekek mentén történő, lelketlen környezetpusztítás, vagy a nők alárendelt szerepének problémája. Ezek azonban a regény cselekményének és a különféle magánjellegű problémáit és töprengéseit éjjelente a szövegbe oldó Tolkien problémaérzékenységének összetett voltából következően lépnek fel, s éppen ezért a Gyűrűk Ura nem tekinthető pusztán efféle témákat (s különösen nem egyetlen ilyen témát) boncolgató irányregénynek, amivel hébe-hóba még irodalomkritikusok is tévesen azonosították.
A Gyűrűk Ura cselekménye előző könyvére, A hobbitra épít, de a könyvben számos utalást találunk A szilmarilok eseményeire és szereplőire.

### Cselekmény

#### A Gyűrű Szövetsége
A Hobbit cselekménye után 60 évvel Zsákos Bilbó saját, 111. és Zsákos Frodó 33. születésnapjára készül. Az ünnepség után Bilbó elmegy a Megyéből, és Gandalf nyomására a gyűrűjét Frodóra hagyja. 17 évvel később Gandalf Minas Tirithben kutat, majd Zsáklakba megy, és megbizonyosodik róla, hogy Frodó gyűrűje az Egy Gyűrű. Meggyőzi Frodót, hogy nem biztonságos a Megyében maradnia. Így aztán Frodó eladja Zsáklakot Tarisznyádi-Zsákoséknak, és a születésnapján Bakföldre költözik. Az úton üldözik őt a nazgûlok, a Gyűrűlidércek, Szauron szolgái. Bakföldön Gandalfot várja, aki azonban nem érkezik meg, mert időközben Fehér Szarumán Vasudvardba csalja, ahol bebörtönzi. Másnap hajnalban Frodó Csavardi Samu, Borbak Trufa és Tuk Peregrin társaságában az Öregerdőn át próbál menekülni az őt még mindig üldöző nazgûlok elől, de ott ismét csapdába esik, társait ezúttal a fák fogják el. Bombadil Toma, egy, a fák fölött hatalmat birtokló különös lény lesz a segítségükre. Innen a Sírbuckákon át mennek tovább, itt ismét Bombadil segít nekik, majd eljutnak Bríben a Papsajt Ászok vezette fogadóba, a Pajkos Póniba. Itt találkoznak Aragornnal, aki Gandalf barátja, és aki elvezeti őket Völgyzugolyba (Imladris). Útközben a Széltetőn (Amon Sûl) rajtuk ütnek a nazgûlok, és Frodó felhúzza a gyűrűt. Ennek következtében félig a lidércvilágba kerül, a nazgûlok számára is láthatóvá válik. Az Angmari boszorkánykirály megszúrja egy Morgul-tőrrel, de ekkor megjelenik Aragorn, és elkergeti a lidérceket. Ezek után Frodó sebesülten megy Völgyzugoly felé, és összetalálkozik Glorfindellel, egy völgyzugolyi tündeúrral, majd felbukkannak a nazgûlok, és Frodó Glorfindel fehér lován elmenekül Brúinen gázlója felé. Ott az Elrond és Gandalf által irányított áradat elsodorja a nazgûlokat, majd Frodó elájul. Elrond meggyógyítja, majd pár nappal meggyógyulta után tanácsot tartanak Gandalf, Boromir, Elrond, Glóin, Gimli, Galdor, Legolas, Glorfindel, Frodó és Aragorn részvételével. 
Itt eldöntik, hogy a Gyűrűt el kell pusztítani, és kijelölnek erre a feladatra 9 lényt: Gandalfot, Aragornt, Boromirt, Legolast, Gimlit, Pippint, Trufát, Samut és Frodót mint Gyűrűhordozót. A szövetség dél felé indul, de idővel kénytelen átkelni a Ködhegységen, mivel megkerülni a Gyűrűre vágyó Szarumán árulása miatt nem tudják. A Caradhras hágóján azonban a hóvihar miatt képtelenek átkelni, így – bár Gandalf korábban nagyon ódzkodott tőle – a hajdani törpbirodalmon, Mória végtelen tárnáin kell átkelniük. A hosszú úton orkok támadnak rájuk, és egy, az óidőkből megmaradt tűzdémon, egy balrog is, akivel Gandalf mérkőzik meg, és bár letaszítja Mória hídjáról, az magával rántja a mélységbe. A társaságot ezentúl Aragorn vezeti, aki Lothlórienbe, Celeborn tündekirályságába viszi őket. Celeborn és nála is hatalmasabb felesége, Galadriel úrnő szívesen látják őket, és ajándékokkal búcsúznak tőlük távozásukkor. A csapat az Anduinon csónakázva teszi meg az út következő szakaszát, ám Rauros zúgójánál dönteniük kell: ki, merre menjen tovább. Boromir megpróbálja elvenni Frodótól a Gyűrűt, aki rémületében felhúzza, és láthatatlanul úgy dönt: egyedül vág neki Mordornak. Egyedül Samu jön rá, hogy mit tervezett, így végül ketten kelnek át a folyó keleti partjára.

#### A két torony
A társaságot eközben orkok támadják meg, akik Szarumán parancsára élve elrabolják a kezük ügyébe kerülő hobbitokat, Trufát és Pippint, az őket védelmező Boromirt pedig megölik. Aragorn, Legolas és Gimli rájön, hogy Frodó és Samu merre indult, de úgy döntenek, hogy a másik két hobbit megmentésére indulnak. A nappali haladásra is képes, Szarumán által kitenyészett orkokat ugyan nem érik utol, de Rohanban találkoznak egy lovascsapattal, ami beszámol nekik arról, hogy a Fangorn-erdő szélén mind egy szálig lekaszabolták a csapatot, hobbitokról pedig nem tudnak. Az Éomer, Théoden király unokaöccse által vezetett lovasok két gazdátlanul maradt hátast adnak a furcsa hármasnak, ezután tovább vonulnak. Aragorn a csata színhelyéről az erdő belsejébe követi a hobbitnyomokat, itt pedig váratlanul találkoznak egy fehér lovassal. Eleinte Szarumánnak vélik, ám meglepve tapasztalják, hogy Gandalf az, aki a föld mélyétől a hegyek csúcsáig tartó üldözés és viadal során elpusztította a balrogot, de a saját erejének is végére ért. Ekkor újjászületett, ereje megnőtt, és ő vált az áruló Szarumán helyett a mágusok rendjének vezetőjévé. Miután biztosítja a három vándort, hogy Trufa és Pippin biztonságban van, a rohani fővárosba, Edorasba vonulnak. Itt Gandalf kigyógyítja Théodent teljes apátiájából, amibe a Szarumánnak dolgozó Gríma, a királyi tanácsadó rángatta. A megifjodott király Szarumán támadása elől minden elérhető katonájával Helm szurdokába, az ott épült Kürtvárba húzódik, ahol Aragorn, Legolas és Gimli segítségével egy éjszakán át állják a hatalmas túlerő ostromát; végül hajnalban az erősítést gyűjtő Gandalf segítségével visszaverik őket. A menekülő orkokat egy váratlanul ott termett, titokzatos erdő pusztítja el, ami hamarosan visszavonul észak felé. A király néhány emberével Gandalfék Vasudvardba lovagolnak, ami már romokban áll. Mint kiderül, az orkoktól elmenekülő Trufa és Pippin találkozott Szilszakállal, az entek vagy fapásztorok ősi népének egyik legvénebbikével, aki Szarumán fegyverkezést elősegítő erdőirtásait megbosszulandó az Orthanc ellen vezette népét. A bukott mágus nem hajlandó jó útra térni, és még csak információval sem szolgál Gandalfnak; szolgája, Gríma azonban véletlenül kihajítja a távoli tájakat is közel hozó látókövet, a palantírt. Pippin kíváncsian belenéz a kőbe Gandalf tiltása ellenére (kiderül, hogy a kő már Szauron uralma alatt áll), aki büntetésül páratlan paripáján magával viszi Gondor fővárosába, Minas Tirith-be, amit Szauron támadása fenyeget, Théodennek pedig meghagyja, hogy mihamarabb induljon a szövetséges királyság megsegítésére.
Frodóék eközben nagy nehézségek árán átkelnek az Emyn Muil hegyein, ahol Frodó a Gyűrűre esketve „megszelídíti” a társaságot Mória óta követő Gollamot. A lény, akiben viaskodik személyiségének két oldala, a jó Szméagol és a gonosz Gollam, átvezeti őket a hegyeken és a Holtlápon Mordor kapujához, ahol képtelenség bejutni a hatalmas kapuk és a népes őrség miatt. Frodó másik útvonalat keres, Gollam pedig ismer egyet, így elindulnak dél felé, a hajdan Gondorhoz tartozó Ithilia még termékeny és szép vidékein. Itt Boromir fivére, Faramir kis gondori csapata fogságba ejti őket, és kideríti küldetésük célját és addigi útjukat, ám nem veszi el tőlük a Gyűrűt, sőt elhurcolásuk helyett végül úgy dönt, útjukra engedi őket. Gollam tovább vezeti őket a gyűrűlidércek székhelye, Minas Morgul felé, ahonnan út vezet a Cirith Ungol nevű hágóra. A szörnyű helyet a bénító rettegés miatt alig tudják elkerülni, ráadásul a Gyűrűn keresztül Frodó még vonzódik is a lidérctoronyhoz. A hágóhoz vezető meredek, romos lépcsőről még látják, amint hatalmas sereg vonul ki a toronyból nyugat felé. Cirith Ungolon átkelni azonban nem egyszerű: egy alagútrendszer húzódik rajta, ahol egy ősi, pókszerű lény él, akit Banyapóknak neveznek. Gollam úgy számol, hogy a Banyapók majd végez a hobbitokkal, ő pedig visszaszerezheti „Drágaszágát” – terve azonban meghiúsul, ugyanis a Lothlórienben kapott ajándék és Bilbó tündekardja segítségével Samunak sikerül megsebeznie a bűzös lényt, sőt a dühöngő Gollam támadását is sikerrel veri vissza. A Banyapók azonban megcsípte és hálóba bugyolálta Frodót, Samu pedig azt hiszi, hogy ura meghalt. Magához veszi a Gyűrűt, amit gyorsan fel is húz, mivel orkcsapat közeleg: beszélgetésükből kiderül, hogy a pók nem öli meg elsőre áldozatait, csak rövid időre lebénítja őket. Az orkok ezután elviszik a hobbitot a hágó mordori végén levő erődjükbe.

#### A király visszatér
Gandalf és Tuk Peregrin megérkeznek Minas Tirithbe, és megpróbálják rábeszélni Denethort, Gondor Helytartóját, hogy készüljön fel a közelgő támadásra. Azonban a Helytartó látszólag többet tud, mint azt gondolták volna, mert nála van a hét palantír egyike. Denethor hírt kapott Boromir haláláról, és nem bízik meg a mágusban, így átadva magát gyászának és gőgjének, egyre irracionálisabban irányítja az ostromra készülő várost.
Pippin, zálogul Boromir életéért, felajánlja szolgálatait a Helytartónak, aki ezt elfogadja, és másnap már szolgálatba is helyezi, ahol találkozik a jóindulatú Beregonddal, a gondori fellegvár, a Fehér Torony őrségének tagjával, akit a mentorául rendeltek. Eközben Rohanban Théoden király seregszemlét tart, és találkozik egy, dúnadanokból álló sereggel, Elrond fiaival, Elladannal és Elrohirral az élén, akik egy zászlót hoznak – amit Elrond lánya, Arwen készített – és figyelmeztetik Aragornt, hogy más irányba kell mennie, nem pedig Théodennel. Aragorn Dúnhargba megy, ahol a vasudvardi palantír segítségével megmutatja magát Sauronnak, és kihívja őt. Ezután Gimli, Legolas és a dúnadánok társaságában átkel a Holtak Ösvényén, és megidézi a holtakat, akik elárulták egykor Isildurt, ezért segíteniük kell Isildur örökösének (Aragornnak), mert csak akkor lelnek nyugalmat. Eközben Faramir Minas Tirithbe érkezik, és elmondja Gandalfnak, hogy látta Frodót és Samut, és hogy Cirith Ungolon keresztül mennek Mordorba, ami aggodalommal tölti el a mágust. Denethor nem szívesen adja fel Osgiliath védelmét, ezért egy tanácson Faramirt azzal bízza meg, hogy védje meg a várost, de később Faramir a sereg csak egy maradékával tér vissza, látszólag halálos sérüléssel.
Eközben Théoden végez a seregszemlével, és útnak indul a seregével, azonban az Aragornba titokban szerelmes Éowynt hátrahagyja, hogy kormányozzon a nevében, Trufát pedig szintén Rohanban hagyná, mert nem tudja senki sem cipelni őt, és egyébként sem lenne elég esélye a csata túlélésére. Ennek ellenére Éowyn férfinak álcázza magát Dernhelm álnévvel, és magával viszi Trufát is, aki így nem teher, mert ketten együtt nyomnak annyit, mint egy férfi.
Miután Gondorra ráborul a Szauron által gerjesztett homály, a minas morguli hadnagyok, köztük a Boszorkányúr vezetésével a Mordorból érkezett, a sötét úr számos vazallusát egyesítő sötét hadsereg kegyetlen ostrom alá veszi Minas Tirith-t. Denethor a szerinte reménytelenül alakuló harcok és Faramir végzetesnek tűnő sebesülése miatt őrjöngeni kezd, és úgy dönt, máglyán elégeti magát és fiát. Pippin gyorsan Gandalf után szalad, hogy figyelmeztesse, és Beregondot is megkéri, hogy lépjen közbe. Amikor Gandalfhoz ér, éppen akkor törik át az ostromlók a kaput, és a Boszorkányúr lép be arra, akinek összecsapását Gandalffal csak a rohírok érkezése akadályozza meg. Gandalf a rohírok segítségére sietne, de amint megtudja, hogy Faramirt elégetné az apja, inkább az ő életét menti meg. Amikor odaérnek, ahol a máglya készül, kiderül, hogy Beregond fel akarta tartani az őröket, és ezért kénytelen volt három embert megölni. Gandalf ezután berohan Denethorhoz, aki szerint nincs értelme harcolni. Gandalf kiviszi Faramirt de nem tudja meggyőzni Denethort arról, hogy van még remény. Faramirt Beregond védi a Helytartótól, aki ezért lemond fiáról, és elégeti magát, mielőtt Gandalf közbeléphetne.
Eközben a rohírok a város előtt elterülő Pelennor mezőn vívják a csatát a mordoriakkal. A rohírok egészen addig helytállnak, amíg oda nem ér a Boszorkányúr, akkor azonban ledobja Théodent a lova. A Boszorkánykirály odaadná "lovának" Théoden húsát, azonban Éowyn és Trufa megvédik a királyt és megölik a nazgûlt, de mindketten súlyosan megsérülnek és Éowyn el is ájul. Théoden ezután még beszél Trufával, és kinevezi Éomert utódjának, de utána belehal sérüléseibe, így nem tudja meg, hogy Éowyn is ott volt a csatában. Éomer megtalálja az ájult Éowynt, és halottnak hiszi, ezért a csatában a bosszú vezérli. Már éppen elveszítenék a csatát, amikor váratlanul megérkeznek Aragornék a dúnadánokkal az umbari kalózhajókon, és legyőzik a mordori sereget.
A csata után Aragorn Minas Tirithbe látogat, és meggyógyítja Éowynt, Trufát és Pippint. A városban hamar elterjed a hír, hogy a trónörökös visszatért, egy régi jóslat alapján, miszerint "a király keze gyógyító kéz." Ezután Aragorn egy haditanácsot hív össze, ahol úgy döntenek, hogy elterelésként a Fekete Kapunál megküzdenek Szauron seregeivel, hogy Frodó el tudja pusztítani a Gyűrűt. A Kapu előtt kihívják Szauront, aki egy szolgáját küldi ki, hogy megfélemlítse ellenfeleit. "Szauron Szája", a hitehagyott númenori emberek egy leszármazottja megmutatja Frodó és Samu ruháit, és azt állítja, hogy a hobbitokat halálra kínozzák, hacsak be nem hódolnak nekik. Gandalf azonban néhány keresztkérdés alá veti a követet, és mivel az köntörfalazni kezd, reménykedni kezd, hogy hazudik, és Frodó küldetése még nincs elveszve. Ezért visszautasítják Szauron ajánlatát és hazazavarják a követet, s szinte azonnal rájuk támadnak a közeli alagutakból elősettenkedő mordori hadak. A gondoriak megvívják a csatát Szauron seregével. Pippin, hogy Beregondot védje, leszúr egy trollt, ami maga alá temeti őt. Az utolsó mondat, amit hall, az az, hogy "Jönnek a Sasok!"
Samu magához tér, és elszánja magát Frodó megmentésére. Szerencséjére Cirth Ungol tornyában a kétfajta orkcsapat között belviszály tör ki Frodó mithril páncélingje miatt, így Samu gyorsan megtalálja Frodót, és magukat orkoknak álcázva elindulnak a Végzet Hegye felé. A hegy felé a hobbitokat orkoknak nézi egy, a Fekete Kapu felé menetelő orkcsapat, ezért kénytelenek velük együtt menetelni. Szerencsére több csapat is egyszerre érkezik ugyanoda, mint Frodóék, és a csapatok összeverekszenek azon, hogy ki érjen előbb a Fekete Kapuhoz, így a hobbitok szerencsésen megszöknek. Mivel Frodót nagyon kimeríti a Gyűrű növekvő súlya, Samu a hátán viszi a Végzet Hegyéhez, ahol rájuk támad Gollam. Samunak sikerül elterelnie Gollam figyelmét, így Frodó fel tud menni a hegy katlanához, ám képtelen elpusztítani a Gyűrűt, és magának követeli. Samu nem képes megállítani gazdáját, mert Gollam leüti, és leharapja Frodó ujját.
Miközben a Gyűrű megszerzését ünnepli, Gollam megcsúszik, és beleesik a lávába, ezzel elpusztítva a Gyűrűt. A Gyűrű pusztulása miatt kitör a Végzet Hegye, és elpusztul Barad-dûr is (mint minden, amit az ékszer hatalma segítségével alkottak). Szauron, aki túlvilági erejének nagy részét a Gyűrűbe öntötte, maga is megsemmisül, ezúttal végleg, s valószínűleg követi egykori urát, Morgothot a Semmibe.
A mordori had nagy része észvesztő menekülésbe kezd, miután Szauron elpusztul, akik életben maradnak, azok feladják a küzdelmet, így a gondoriak győztesen térnek haza. Gandalf Gwaihirral és két másik sassal elviszi Frodót és Samut, mielőtt még megölné őket a kitörő láva. Samuék Ithiliában ébrednek, ahol találkoznak összes barátjukkal, és megtudják, hogy Aragornt királlyá fogják koronázni. Pippint Gimlinek sikerült kimentenie a troll holtteste alól. Éowyn és Faramir az Ispotályban egymásba szeretnek, és Faramir feleségül veszi Éowynt, miután Théodent eltemették Rohanban. Faramir nemcsak Gondor helytartója, hanem Ithilia hercege is lesz. Aragornt királlyá koronázzák Elessar Telcontar néven, majd feleségül veszi Arwent, Elrond lányát. A Szövetség Théoden temetése után hazaindul: Gimli és Legolas meglátogatják a Helm szurdoki barlangokat, és a Fangorn erdőt, Aragorn visszatér Gondorba, a hobbitok és Gandalf pedig Völgyzugolyba látogatnak, ahol találkoznak Bilbóval, aki Frodóra bízza a Piros Könyv befejezését. Ezután Bríbe mennek, ahol rossz híreket kapnak Papsajttól: már régóta nincs pipafűszállítmány, és sötét alakok járnak a Megyében. A híreket hallva a hobbitok a Megyébe mennek, ahol – már Gandalf segítsége nélkül – csatát vívnak Hobbitfalván, és kiűzik a banditákat, akik Kapzsinak nevezett vezérük, valamint nevében terror alatt tartották a Megye lakóit, és iparosították a Megyét. A hobbitok eleinte azt gyanítják, hogy a korrupt polgármester, Tarisznyádi-Zsákos Lothó árulta el a megyelakókat, de Zsáklakhoz érve rájönnek, hogy valójában már régóta meggyilkolták, és Szarumán áll a pusztítás hátterében. Szarumán harc nélkül, legyőzötten távozna, mivel banditáit Trufa és Pippin vezetésével sikeresen elűzték, és szolgáját, Kígyónyelvet ütlegelve felcihelődik. Azonban Frodó a rossz bánásmódot látva felajánlja Kígyónyelvnek, hogy kegyelmet kap és a Megyében maradhat, vagy mehet, amerre lát, ha megtagadja Szarumánt. Kígyónyelv hajlana erre, azonban Szarumán rosszindulatból elárulja, hogy az egykori rohani királyi tanácsadó gyilkolta meg a polgármestert. Kígyónyelv bosszúból váratlanul kést ránt, és elvágja a mágus torkát, a hobbitok pedig ijedtükben lenyilazzák az eszét vesztett szolgát.
Samu Galadriel ajándékát használva helyrehozza a Megyét, sőt egy mallornfát is ültet Hobbitfalván. Frodó a széltetői támadás és Banyapók támadásának évfordulóján rendre megbetegszik, és szenvedései miatt a többi gyűrű hordozóval (Gandalffal, Galadriellel, Elronddal és Bilbóval) Valinorba hajóznak. Samu Trufával és Pippinnel elbúcsúzik Frodóéktól, majd Samu hazamegy, ahol felesége, Csűrös Rozi, és pár hónapos kislánya, Elanor várja.

## Fejezetek

### A Gyűrű Szövetsége
- Előszó
- PROLÓGUS

1. A hobbitokról
2. A pipafűről
3. A Megye belső rendjéről
4. A Gyűrű megtalálásáról
5. Néhány szó a megyei krónikákról

- I.KÖNYV

1. Egy rég várt ünnepély
2. A múlt árnyéka
3. Hármasban sem rossz
4. Toronyiránt a gombákhoz
5. Egy leleplezett összeesküvés
6. Az Öregerdő
7. Bombadil Toma házában
8. Köd a Sírbuckákon
9. A Pajkos Pónihoz címzett fogadóban
10. Vándor
11. Tőr a sötétben
12. Menekülés a Gázlóhoz

- II.KÖNYV

1. Találkozások
2. A Tanács
3. A Gyűrű délre megy
4. Utazás a sötétben
5. Khazad-dûm hídja
6. Lothlorien
7. Galadriel Tükre
8. Búcsú Lórientől
9. A Nagy Folyó
10. A Szövetség felbomlik

### A két torony
- III.KÖNYV

1. Boromir halála
2. Rohan lovasai
3. Az uruk-hai orkok
4. Szilszakáll
5. A Fehér Lovas
6. Az Aranycsarnok királya
7. A Helm-szurdok
8. Vasudvard felé
9. Ez-az Vasudvardról
10. Saruman hangja
11. A palantír

- IV.KÖNYV

1. Szméagol megszelídítése
2. Át az ingoványon
3. A Fekete Kapu bezárul
4. Füvekről és nyúlbecsináltról
5. A nyugatra nyíló ablak
6. A tiltott tó
7. A Keresztút felé
8. Cirith Ungol lépcsői
9. A Banyapók odúja
10. Csavardi Samu válaszúton

### A király visszatér
- V.KÖNYV

1. Minas Tirith
2. A Szürke Csapat távozása
3. A rohani seregszemle
4. Gondor ostroma
5. A rohírok útja
6. A csata Pelennor mezején
7. Denethor máglyája
8. Az Ispotály
9. Az utolsó haditanács
10. A Fekete Kapu kitárul

- VI.KÖNYV

1. Cirith Ungol Tornya
2. A Homály Földjén
3. A Végzet Hegye
4. Cormallen mezeje
5. A Helytartó és a Király
6. Búcsúzik mindenki
7. Hazafelé
8. A Megye megtisztítása
9. Szürkerév

### FÜGGELÉKEK
- A. Függelék – Királyok és uralkodók krónikája
  -     1. Númenori királyok
      1. Númenor
      2. A Száműzöttek királyságai
      3. Eriador és Arnor – Isildur utódai
      4. Gondor – Anárion utódai
      5. Aragorn és Arwen történetének egy része

    2. Eorl Háza
    3. Durin népe
- B. Függelék – Esztendők számlálása
- C. Függelék – Családfák
- D. Függelék – Naptárak
- E. Függelék – Írások és ábécék
  -     1. Szavak és nevek ejtése
    2. Írás
- F. Függelék 
  -     1. Harmadkori nyelvek és népek
    2. A fordításról

## Kritikák
Az amerikai kritikus, Edmund Wilson „Óóó, azok a szörnyű orkok” című írásában a könyvet „ifjúsági zagyvaságnak” minősítette. 1961-ben Philip Toynbee, kissé elhamarkodottan, úgy vélekedett, hogy a könyv „a feledés jótékony homályába merült”. Germaine Greer azt mondta: „Rémálmaimban Tolkien a 20. század legbefolyásosabb írója lett. Ez a rossz álom valósággá vált.”, noha soha nem olvasta A Gyűrűk Urát. Judith Schilevitz, a New York Times kritikusa szerint a regény szövegezése olyan rossz, hogy magát az irodalom halálát jelenti.
A science-fiction könyveket író David Brin azért támadta a könyvet, mert kétségtelenül mély vonzalommal viseltetik a hagyományos elitista társadalom iránt, pozitívan ábrázolja az ellenség lemészárlását és romantikus, múltba tekintő a világszemlélete. Edwin Muir az Observer c. folyóiratban A Gyűrűk Urát lényegében hímsoviniszta műnek nevezte, mert benne minden jelentős szerepet férfiak játszanak, akik többsége ráadásul nem érkezett el a pubertásig (idézi: H. Carpenter: J.R.R. Tolkien élete – Ember a mű mögött, Ciceró Kiadó; 209. oldal). E kritika már csak azért is pontatlan, mivel a kis növésű félszerzeteket tévesen azonosítja a gyerekekkel.
Tolkient nagyobb alappal támadták amiatt, hogy – amint ezt a magyar kiadáshoz a Göncz Árpád által írt utószóban olvashatjuk – regényében az alakok sztereotípek: a jók többsége nagyon jó, a gonoszok többsége pedig nagyon gonosz (lásd orkok). A regényben e kritika alól is akad kivétel, például Gollam vagy Szarumán alakja, akik pozitívból negatív figurákká lesznek, a Gyűrű hatalma pedig elcsábítja Boromirt, de a végén rájön a szándéka szörnyűségére és feláldozza magát, a regény végén Frodót is legyőzi a Gyűrű gonosz ereje. Az azonban valóban igaz, hogy olyan fordított irányú átalakulásra, mely nem csak időleges és külsőséges lenne, lényegében nincs példa (Théoden király gonosz tanácsadóira hallgatva sok megkérdőjelezhető dolgot tesz, míg Gandalf meg nem érkezik Edorasba; de félrevezetettsége miatt maga is inkább áldozata a gonoszságnak).
A Trónok harca c. fantasy-regény- és -filmsorozat megjelenése után némileg divatos lett a Gyűrűk Urát szembeállítani a Trónok harcával. Eszerint a Gyűrűk Ura eszképista, avítt, moralizáló, irreális, sztereotip mű, míg a Trónok harca modern, aktuális, komplex, és realista. Ezek a vélemények jórészt a Gyűrűk Ura félreértéséből, nem elég alapos ismeretéből, valamint az említett jelzők megkérdőjelezhető módon való értelmezéséből adódhatnak.

## A Gyűrűk Ura megfilmesítése

### Korai kísérletek
Már a Beatles is tervezte a könyv megfilmesítését. A filmben Paul McCartney lett volna Zsákos Frodó, Ringo Starr lett volna Csavardi Samu, Gandalfot George Harrison, Gollamot pedig John Lennon játszotta volna, de a tervből nem lett semmi. Állítólag Stanley Kubrick is komolyan fontolóra vette a történet filmre vitelét, de elvetette az ötletet, túl terjedelmesnek találva azt. Az 1970-es évek közepén John Boorman filmrendező tárgyalásokba kezdett a filmjogok tulajdonosával, Saul Zaentz producerrel, de kiderült, hogy a finanszírozása túl nagy falat lenne. 1977-ben a Rankin-Bass stúdió elkészítette a kapcsolódó anyagok első filmadaptációját, A hobbit televíziós rajzfilmváltozatát.
Nem sokkal ezután Saul Zaentz ott folytatta, ahol a Rankin-Bass abbahagyta, és 1978-ban létrehozta A Gyűrű szövetségének és A két torony egy részének a rajzfilmváltozatát. Kiadója a United Artist volt, rendezője Ralph Bakshi, és olyan animációs technikákat alkalmazott, amelyben az élő szereplők árnyékát felvették a filmszalagra, majd erre rajzolták rá a képeket. A film minősége egyenetlen volt, talán a költségvetési megszorítások vagy a könyv terjedelmével való küzdelem miatt. Némely részek teljesen – és jól – rajzoltak, míg máshol Max Fleischer rotoszkóp technikáját alkalmazták, ahol az animációt ráfestették a valódi színészekkel felvett jelenetekre. A film kissé hirtelen ér véget a Helm-szurdoki csata után, mielőtt Frodó, Samu és Gollam átkelnek a Holtlápon. Bakshinak azonban csak a film első részét volt lehetősége elkészíteni, mert mire azt befejezték, a United Artists úgy döntött, hogy nem készítik el a folytatást.
A Rankin-Bass egy folytatást is készített A hobbithoz, 1980-ban. A rajzfilm címe A király visszatér volt.
Mivel ezek a filmek gyermekközönségnek készültek, a felnőtt rajongók joggal panaszkodtak a sötétebb, mélyebb részek elhagyása és a történet gyermeteggé tétele miatt.
Ezek a próbálkozások azt sugallták, hogy A Gyűrűk Ura kielégítő megfilmesítése lehetetlen. Továbbá, mivel a regény iránti érdeklődés némileg megcsappant, a történet vizualizálásának esélye egyre kisebb lett. Mindezek ellenére a filmkészítési technikák fejlődése, különösen a komputergrafikák terén történt előrelépés hatására egy ilyen vállalkozás egyre megvalósíthatóbbnak látszott.

### Peter Jackson filmjei
Az 1990-es években a Miramax és Peter Jackson filmrendező nekikezdtek egy nagyszabású, élőszereplős filmfeldolgozás terveinek. Mivel a Miramax egyre bizonytalanabb volt a tervek mérete miatt, Peter Jackson számára lehetővé vált, hogy másik stúdiót találjon a projekt megvalósítására. 1998-ban a New Line Cinema átvette a vállalkozás megvalósítását (a Miramax két vezető producere, Bob Weinstein és Harvey Weinstein az elkészült film stáblistáján is szerepelnek).
A három élőszereplős film (több helyen kiegészítve nagy mennyiségű komputergrafikával, például a nagy csatajeleneteknél) egyszerre készült. A Gyűrűk Ura: A Gyűrű Szövetsége 2001. december 19-én, A Gyűrűk Ura: A két torony 2002. december 18-án, A Gyűrűk Ura: A király visszatér 2003. december 17-én került a mozikba. Mindhárom megnyerte bemutatása évére vonatkozóan a Hugo-díjat a legjobb (egész estés) dráma kategóriában.
Bár a filmeket sok kritika érte, mert több helyen megváltoztatták a cselekményt és a hangvételük is erősen különbözik Tolkien művétől, sokan ünnepelték mint hihetetlen teljesítményt. Ahogy az ismert kritikus, Roger Ebert írta: „Jackson vett egy varázslatos és egyedülálló irodalmi művet, és újraírta a modern akciófilm nyelvén. […] Az, amit ebben a filmben tett, bámulatosan nehéz munka eredménye, és dicséretet érdemel, de ha hű maradt volna Tolkienhez, az még nehezebb és még merészebb lett volna.”
A filmek összesen 17 Oscar-díjat kaptak (négyet A Gyűrű Szövetsége, kettőt A két torony és tizenegyet A király visszatér), közöttük több „nagy” díjat – A király visszatér gyakorlatilag minden kategóriában nyert, amelyikben jelölték, köztük a Legjobb film díját is elhozta. A díjátadón történő elsöprő győzelmét általában az egész trilógia elismerésének tekintik.
A vizuális effekteken dolgozó csapat új utakon haladt, különösen az érzelmileg sokoldalú Gollam karakterének digitális megalkotása esetén. Precendens nélküli a három film több mint három éven keresztül történő felvételeinek és utómunkáinak összehangolása is.
A filmek rendkívül sikeresnek bizonyultak a mozipénztáraknál is. A király visszatér premierjére az új-zélandi Wellingtonban került sor, és a filmtörténetbe a legnagyobb bevételt hozó szerdai premierként vonult be. Ez a film egyébként a Titanic után a második volt 2003-ban, melynek világszerte meghaladta az álomhatárnak gondolt egymilliárd dolláros bevételt. A 3 film összesen 270 millió dollárból készült, és több mint 3 milliárd dollárt zsebelt be a kasszáknál, ami több mint a 11-szerese (ilyenre soha nem volt példa).

## Magyarul
A Gyűrűk Urát magyar nyelvre először Gálvölgyi Judit tervezte lefordítani 1969-ben. Mikor a Móra Könyvkiadó által megjelentett egyik tudományos-fantasztikus regény előszavában Kuczka Péter megemlítette Tolkien művét, úgy döntött, levelet ír neki, melyben közli szándékát a fordítás ügyében. Kuczka válaszlevelében túl nagy munkának gondolta a regényt az akkor még egyetemista Juditnak.
A regényfolyam fordításába végül Réz Ádám kezdett bele 1978-ban. Végül betegsége és halála miatt az 1-11 fejezeteket fordította le, munkáját Göncz Árpád vette át, a verseket pedig Tandori Dezső ültette át magyar nyelvre.
- A Gyűrűk Ura, 1–3.; ford. Göncz Árpád, Réz Ádám, versford. Tandori Dezső; Gondolat, Bp., 1981
  - 1. A Gyűrű szövetsége
  - 2. A két torony
  - 3. A király visszatér

## Hatások és magyarázatok
- Gregory Bassham–Eric Bronson: A Gyűrűk Ura filozófiája, Bp., Bestline, 2004 ISBN 963-528-746-1